# Щ-124
«Щ-124» — советская дизель-электрическая торпедная подводная лодка времён Второй мировой войны, принадлежит к серии V-бис-2 проекта Щ — «Щука». При постройке лодка получила имя «Палтус».

## История корабля
Лодка была заложена 22 декабря 1933 года на заводе № 189 «Балтийский завод» в Ленинграде, в 1934 году доставлена в разобраном виде на завод № 202 «Дальзавод» во Владивостоке для сборки и достройки, спущена на воду 29 августа (по другим данным 29 декабря) 1934 года, 29 сентября 1935 года вступила в строй и 23 ноября вошла в состав 6-го дивизиона подводных лодок 3-й Морской Бригады Морских Сил Дальнего Востока.

### Служба
- 27 апреля — 1 июля 1936 года совершила длительный поход, существенно перекрывший автономность лодки, весь экипаж был награждён орденами.
- В годы Второй мировой войны участия в боевых действиях не принимала.
- С сентября 1945 года несла службу на советской военно-морской базе в Порт-Артуре в составе 11-го дивизиона 4-й бригады ПЛ
- В 1947 году прошла доковый ремонт во Владивостоке.
- 10 июня 1949 года переименована в «С-124».
- В июле 1949 года участвовала в учениях в Порт-Артуре.
- В 1952—1953 годах использовалась для подготовки китайских экипажей.
- 26 июня 1954 года разоружена, выведена из состава флота для демонтажа оборудования и разделки на металл.
- 1 октября 1954 года расформирована.
- По информации из зарубежных источников после передачи Порт-Артура Китаю «С-124» вошла в строй ВМС КНР под номером 303. Дальнейшая судьба корабля неизвестна.

## Командиры лодки
- 1934 — … — Л. В. Петров
- … — 9 августа 1945 — 3 сентября 1945 — … — А. Е. Резников
- … — 1947 — … — В. Ф. Шелопутов